# Venenosaurus dicrocei
Venenosaurus dicrocei es la única especie conocida del género extinto Venenosaurus (gr. "lagarto veneno") de dinosaurio saurópodo braquiosáurido, que vivió a mediados del período Cretácico, hace aproximadamente 112 millones de años, durante el Aptiense, en lo que hoy es Norteamérica. Sus restos se encontraron en Utah, Estados Unidos, en la Formación Cedar Mountain.

## Descripción
Venenosaurus fue un saurópodo de pequeño tamaño, de solo 12 metros de largo y tres de alto a los hombros, con unas 6 toneladas de peso. Los restos incluyen vértebras caudales, escápula izquierda, radio derecho, ulna izquierda, pubis derecho, ambos isquiones, falanges anteriores, metacarpos, metatarsos y huesos cheurones. Las vértebras de su cola poseían una morfología única, ya que el centro de la extremidad caudal era apenas convexo en la superficie anterior pero plano en la posterior. El centro de las vértebras caudales combina espinas neurales delanteras con centros planos en ambos extremos.

### Esqueleto axial
Las vértebras en el medio y hacia el final de la cola eran cortas, distinguiéndolas de los titanosaurios como Andesaurus, Malawisaurus, Aeolosaurus, Alamosaurus y Saltasaurus. Las espinas neurales en las vértebras de la cola media están inclinadas hacia el frente del animal. Estas vértebras se parecen a las de Cedarosaurus, Aeolosaurus y Gondwanatitan. Las vértebras están ubicadas en una posición de transición de la vértebra caudal anterior a la posterior.
Venenosaurus tenía fosas laterales inusuales, que parecían profundas depresiones en las paredes exteriores de los centros vertebrales. Algunas fosas están divididas en dos cámaras por una cresta dentro de la depresión. En la mayoría de los saurópodos, las fosas forman aberturas neumáticas que conducen al interior del centro, en lugar de ser simplemente una depresión. Se conocen fosas menos desarrolladas, pero similares en Cedarosaurus. Se conocen fosas que se asemejan a depresiones poco profundas de Saltasaurus, Alamosaurus, Aeolosaurus, Gondwanatitan y Malawisaurus. Estos taxones difieren, sin embargo, en que sus fosas son aún menos profundas, carecen de la división en cámaras y no se extienden tanto en las columnas vertebrales como las de Venenosaurus.
Las vértebras cercanas a la base de la cola son extremadamente útiles para clasificar a los saurópodos. Los titanosaurios derivados tenían vértebras convexas en la parte delantera y trasera. Los saurópodos primitivos tenían vértebras que eran planas en ambos extremos, anfíplatas, o cóncavas en ambos, anficélicas. Venenosaurus pudo haber tenido una condición intermedia entre los dos. La posesión de centros caudales anfíplatas con espinas neurales orientadas anteriormente es un identificador único de esta especie. A veces, la forma de las articulaciones centrales cambia dentro de la columna vertebral de un solo individuo.
Venenosaurus muestra una mezcla de proporciones de isquion a pubis de titanosauriano y no titanosauriano. Sus caderas se parecen más a las de Brachiosaurus.

### Esqueleto apendicular
El radio de Venenosaurus es más delgado que los radios de Alamosaurus, Chubutisaurus, Opisthocoelicaudia y Saltasaurus. La relación entre la circunferencia mínima del radio y la longitud produce una relación de 0,33, más grácil que el radio de Cathetosaurus lewisi y Camarasaurus grandis. Cedarosaurus, sin embargo, tiene una proporción un poco más grácil de 0,31. El equipo descubrió que el radio de Brachiosaurus brancai es la coincidencia anatómica más cercana a la de Venenosaurus. Los metacarpianos de Venenosaurus son largos y delgados. Con la excepción del primer metacarpiano incompleto, se conocen todos los metacarpianos derechos. El metatarsiano I es el más corto y robusto de los tres metatarsianos recuperados. Cedarosaurus tenía un cúbito y un radio más gráciles que Venenosaurus.

## Descubrimiento e investigación
El nombre significa literalmente "lagarto venenoso", y recibió su nombre del Miembro de la Franja Venenosa de la Formación Cedar Mountain en Utah, Estados Unidos, donde los fósiles fueron descubiertos por un voluntario del Museo de Historia Natural de Denver, Tony DiCroce, en 1998. Venenosaurus dicrocei fue descrita por primera vez como una nueva especie en 2001 por Virginia Tidwell, Kenneth Carpenter y Suzanne Meyer. Se conoce a partir de un esqueleto incompleto de un adulto y un juvenil. El holotipo es DMNH 40932 del Museo de Historia Natural de Denver. El espécimen constaba de las vértebras de la cola, la escápula izquierda, el radio derecho , el cúbito izquierdo , los metacarpianos, los hesos del antepié, el pubis derecho, los isquiones izquierdo y derecho, metatarsianos, cheurones y costillas.
Como se ha dicho espécimen tipo Venenosaurus se encontró en el Miembro de la Franja Venenosa del Cretácico Inferior datada entre el Aptiense al Albiense de la Formación Cedar Mountain en Grand County, Utah. El Museo de Historia Natural de Denver abrió una pequeña cantera de la Formación Cedar Mountain en el este de Utah. Esta cantera ha producido diversos fósiles de dinosaurios, incluidos saurópodos, terópodos y ornitópodos de diferentes estados de crecimiento. De los restos de saurópodos de la cantera, solo un individuo estaba completamente desarrollado. [4] Aparecen crecimientos de carbonato en los huesos de la cantera de donde Venenosaurio fue extraído.

## Clasificación
Venenosaurus se colocó en los Titanosauriformes en 2001. Entonces se puso en duda si pertenecía a los Brachiosauridae o a los Titanosauria. En 2012, un análisis cladístico de Michael D. D'emic concluyó que era miembro de Brachiosauridae.

### Filogenia
A continuación se representa el cladograma siguiendo a D'Emic y colegas de 2012.
|  | Brachiosaurus                                                                               |
|  |                                                                                             |
|  | \| \| Abydosaurus \| \| \| \| \| \| Cedarosaurus \| \| \| \| \| \| Venenosaurus \| \| \| \| |
|  |                                                                                             |
|  | Abydosaurus                                                                                 |
|  |                                                                                             |
|  | Cedarosaurus                                                                                |
|  |                                                                                             |
|  | Venenosaurus                                                                                |
|  |                                                                                             |

|  | Abydosaurus  |
|  |              |
|  | Cedarosaurus |
|  |              |
|  | Venenosaurus |
|  |              |

|  | Brachiosaurus                                                                               |
|  |                                                                                             |
|  | \| \| Abydosaurus \| \| \| \| \| \| Cedarosaurus \| \| \| \| \| \| Venenosaurus \| \| \| \| |
|  |                                                                                             |
|  | Abydosaurus                                                                                 |
|  |                                                                                             |
|  | Cedarosaurus                                                                                |
|  |                                                                                             |
|  | Venenosaurus                                                                                |
|  |                                                                                             |

|  | Abydosaurus  |
|  |              |
|  | Cedarosaurus |
|  |              |
|  | Venenosaurus |
|  |              |

|  | Brachiosaurus                                                                               |
|  |                                                                                             |
|  | \| \| Abydosaurus \| \| \| \| \| \| Cedarosaurus \| \| \| \| \| \| Venenosaurus \| \| \| \| |
|  |                                                                                             |
|  | Abydosaurus                                                                                 |
|  |                                                                                             |
|  | Cedarosaurus                                                                                |
|  |                                                                                             |
|  | Venenosaurus                                                                                |
|  |                                                                                             |

|  | Abydosaurus  |
|  |              |
|  | Cedarosaurus |
|  |              |
|  | Venenosaurus |
|  |              |

|  | Brachiosaurus                                                                               |
|  |                                                                                             |
|  | \| \| Abydosaurus \| \| \| \| \| \| Cedarosaurus \| \| \| \| \| \| Venenosaurus \| \| \| \| |
|  |                                                                                             |
|  | Abydosaurus                                                                                 |
|  |                                                                                             |
|  | Cedarosaurus                                                                                |
|  |                                                                                             |
|  | Venenosaurus                                                                                |
|  |                                                                                             |

|  | Abydosaurus  |
|  |              |
|  | Cedarosaurus |
|  |              |
|  | Venenosaurus |
|  |              |

## Paleobiología
El ejemplar joven tenía alrededor del 40% del peso del animal mayor. El cúbito mide 427 milímetros de largo. La aparición de un saurópodo adulto y joven en el mismo lecho óseo brinda la oportunidad de estudiar la variación ontogenética, de la que se sabe poco sobre Sauropoda, y que conduce a una identificación errónea de los especímenes. Varias vértebras de la cola, el cúbito izquierdo y cuatro metacarpianos, entre otras cosas, se conservaron tanto en el animal adulto como en el joven. La similitud en la morfología general entre los dos animales indica que pertenecen a la misma especie, con varias similitudes en el cúbito y en los metacarpianos, mientras que las diferencias menores entre el adulto y el juvenil enfatizan posibles características ontogenéticas. Así, el animal más grande se considera maduro, aunque probablemente no era viejo, en la costilla se puede ver que la neumatización acababa de comenzar en forma de foramen y no había conducido a una cavidad interna. En comparación con este animal más grande, el animal joven muestra diferencias morfológicas significativas que se consideran características relacionadas con la edad. Por ejemplo, en el cúbito está el proceso olecraniano mucho más pequeño, las superficies articulares están menos rugosas y los puntos de unión de los tendones y las cápsulas aún no se han desarrollado en la parte posterior de los huesos metacarpianos. Sin embargo, las proporciones permanecieron iguales para que el crecimiento se pueda caracterizar como isometría en lugar de alométrico.